# Луїсбург (Канзас)
Луїсбург (англ. Louisburg) — місто (англ. city) в США, в окрузі Маямі штату Канзас. Населення — 4969 осіб (2020).

## Географія
Луїсбург розташований за координатами 38°36′35″ пн. ш. 94°41′30″ зх. д. / 38.60972° пн. ш. 94.69167° зх. д. (38.609846, -94.691657).  За даними Бюро перепису населення США в 2010 році місто мало площу 15,84 км², з яких 14,42 км² — суходіл та 1,42 км² — водойми. В 2017 році площа становила 12,96 км², з яких 12,63 км² — суходіл та 0,32 км² — водойми.

## Демографія
Згідно з переписом 2010 року, у місті мешкало 4315 осіб у 1583 домогосподарствах у складі 1148 родин. Густота населення становила 272 особи/км².  Було 1718 помешкань (108/км²).
Расовий склад населення:
| - 96,6 % — білих - 0,4 % — корінних американців - 0,4 % — чорних або афроамериканців - 0,3 % — азіатів - 0,1 % — вихідців з тихоокеанських островів |

До двох чи більше рас належало 1,5 %. Частка іспаномовних становила 3,3 % від усіх жителів.
За віковим діапазоном населення розподілялося таким чином: 30,9 % — особи молодші 18 років, 57,9 % — особи у віці 18—64 років, 11,2 % — особи у віці 65 років та старші. Медіана віку мешканця становила 33,9 року. На 100 осіб жіночої статі у місті припадало 92,6 чоловіків;  на 100 жінок у віці від 18 років та старших — 88,5 чоловіків також старших 18 років.
Середній дохід на одне домашнє господарство  становив 67 516 доларів США (медіана — 51 078), а середній дохід на одну сім'ю — 83 421 долар (медіана — 71 563). Медіана доходів становила 55 867 доларів для чоловіків та 43 289 доларів для жінок. За межею бідності перебувало 6,3 % осіб, у тому числі 9,3 % дітей у віці до 18 років та 6,7 % осіб у віці 65 років та старших.
Цивільне працевлаштоване населення становило 2085 осіб. Основні галузі зайнятості: освіта, охорона здоров'я та соціальна допомога — 20,8 %, роздрібна торгівля — 13,8 %, науковці, спеціалісти, менеджери — 11,0 %, будівництво — 10,0 %.